# Jacob Barnabas Aerath
Jacob Barnabas Chacko Aerath OIC (ur. 7 grudnia 1960 w Karikulam, zm. 26 sierpnia 2021 w Nowym Delhi) – indyjski duchowny syromalankarski, biskup Gurgaon w latach 2015-2021.

## Życiorys
Święcenia kapłańskie przyjął 2 października 1986 w zakonie betanów. Po święceniach pracował w tzw. pre-nowicjacie, a następnie został wysłany do Rzymu na studia specjalistyczne z teologii moralnej. Po powrocie do kraju został dyrektorem seminarium w Pune. W 2000 mianowany prowincjałem.
7 lutego 2007 papież Benedykt XVI mianował go wizytatorem apostolskim dla wiernych malankarskich żyjących poza terytorium Indii, wynosząc go jednocześnie do godności biskupiej. 10 marca 2007 został wyświęcony na biskupa tytularnego Bapary przez nowego zwierzchnika Kościoła syromalankarskiego, Baseliosa Cleemisa Thottunkala.
26 marca 2015 został mianowany biskupem nowo utworzonej eparchii w Gurgaon.